# Ray Kennedy
Pour les articles homonymes, voir Kennedy.
Raymond Kennedy, dit Ray Kennedy, est un footballeur anglais, né le 28 juillet 1951 à Seaton Delaval (Northumberland) et mort le 30 novembre 2021. Il est l'un des meilleurs joueurs des années 1970 notamment avec les clubs d'Arsenal et de Liverpool.

## Biographie

### Jeunesse
Né dans le comté de Northumberland, Ray Kennedy est formé à Port Vale, mais à 16 ans l'entraîneur Stanley Matthews lui annonce qu'il n'est pas assez bon pour être un footballeur professionnel. Respectant l'avis d'un homme qui a été en son temps le plus grand joueur anglais, Kennedy revient dans sa région natale et commence à jouer en amateur pour New Hartley Juniors tout en travaillant en usine.

### Carrière en club

#### Arsenal
Kennedy est repéré par un recruteur d'Arsenal, qui le fait signer en 1968. Un an plus tard, il fait ses débuts en équipe première le 29 septembre 1969, contre Glentoran en coupe des villes de foires 1969-1970 ; cette saison-là Arsenal atteint la finale de la compétition et le jeune Kennedy joue un rôle de premier plan, entrant comme remplaçant au match aller, perdu par Arsenal 3–1 à Anderlecht, Kennedy marquant un but crucial en fin de match. Arsenal remonte son retard au match retour avec une victoire 3–0 à Highbury, remportant son premier trophée européen.
Kennedy ne joue que six matchs en 1969–1970, mais la saison suivante il ne manque qu'un match toutes compétitions confondues, aidant l'équipe d'Arsenal à devenir le deuxième club au XXe siècle à gagner le doublé convoité de championnat et FA Cup. Une lutte serrée pour la course au titre voit Kennedy marquer l'unique but du match contre les rivaux de Tottenham Hotspur à White Hart Lane pour offrir le titre à Arsenal, leur premier depuis la saison 1952–1953. Trois jours plus tard, Arsenal bat Liverpool 2–1 après prolongation pour remporter la FA Cup. Kennedy ne marque pas lors de la finale, mais il termine la saison avec 27 buts, faisant de lui le meilleur buteur du club.
Arsenal retourne à Wembley pour défendre la FA Cup la saison suivante, mais perd 1–0 face à Leeds United, Kennedy entre en cours de match à la place de John Radford, mais il s'avère incapable d'égaliser. Il reste le meilleur buteur d'Arsenal de la saison 1971–1972, signant 19 buts. Les deux saisons suivantes, il continue d'être titulaire avec Arsenal, marquant régulièrement (et terminant à nouveau meilleur buteur du club en 1973–1974) mais il ne remporte aucun autre trophée.

#### Liverpool
Après la fin de la saison 1973–1974, Kennedy est vendu à Liverpool pour 180 000 livres sterlings. Cette transaction s'avère être la dernière faite par l'entraîneur Bill Shankly, qui annonce sa retraite le jour même.
Le 31 août 1974, Ray fait ses débuts à Liverpool dans un match de championnat contre Chelsea à Stamford Bridge, il lui faut seulement 22 minutes pour ouvrir son compteur de buts avec les Reds qui battent confortablement les Londoniens 3–0.
En dépit de ses capacités de buteur, les chances de Kennedy à jouer à son poste favori d'avant-centre à Liverpool sont limitées en raison de la présence des prolifiques Kevin Keegan et John Toshack. Cependant, Bob Paisley, le successeur de Shankly, a d'autres plans pour Kennedy. En lui donnant le maillot numéro 5, Paisley recycle l'attaquant costaud en un milieu offensif, basé sur le flanc gauche, Kennedy s'impose dans ce rôle pour le reste de la décennie. En effet, ses performances sont si bonnes que Jimmy Greaves décrit plus tard Kennedy comme « le joueur des années soixante-dix ».
Avec Liverpool, Kennedy remporte le championnat et la coupe UEFA en 1975–1976, marquant en finale de cette dernière. La saison suivante, il est proche de réitérer le doublé réalisé avec Arsenal quand Liverpool se présente à Wembley pour la finale de la FA Cup après avoir déjà conservé son titre. Une victoire sur Manchester United ferait de Kennedy le premier joueur à remporter le doublé avec deux clubs différents, mais Liverpool perd le match 2–1. Kennedy passe près d'arracher la prolongation à la dernière minute quand son tir lointain frappe la barre transversale.
La saison suivante, Liverpool se rend à Rome pour disputer sa première finale de coupe d'Europe contre le Borussia Mönchengladbach et remporte le match 3–1, offrant à Kennedy son troisième trophée européen. Kennedy et Liverpool conservent le trophée l'année suivante et de nouveau en 1980–1981 (Ray marquant le but décisif à l'extérieur contre le Bayern Munich en demi-finale), tout en remportant deux couronnes nationales de plus et leur première League Cup.

#### Fin de carrière
Après l'émergence du jeune milieu de terrain Ronnie Whelan en 1981, Kennedy quitte Liverpool pour 160 000 £ en janvier 1982 pour rejoindre Swansea City sous les ordres de son ancien coéquipier Toshack, qui avait auparavant recruté les anciennes légendes de Liverpool Tommy Smith et Ian Callaghan. Kennedy fait ses débuts avec les Swans le 30 janvier 1982 au Vetch Field (en) qui voit Manchester United s'incliner par deux buts à zéro.
La période de Kennedy à Swansea se termine avec acrimonie, Toshack accusant publiquement Kennedy de ne pas se donner à fond ; en fait la maladie de Parkinson commence à s'installer. En novembre 1983, Kennedy tente de reprendre sa carrière dans sa région natale à Hartlepool United, mais son état s'aggrave et il est forcé de prendre sa retraite en 1984, juste avant son 33e anniversaire. À 35 ans, sa maladie est finalement confirmée par un spécialiste.

### Carrière internationale
Don Revie offre sa première cape à Kennedy le 24 mars 1976 lors d'un match amical avec les pays de Galles au Racecourse Ground de Wrexham, Kennedy marque le premier but d'une victoire 2–1 de l'Angleterre. Kennedy honore la première de ses 17 sélections pour l'Angleterre au poste de milieu gauche. Il ne jouera jamais avant-centre en équipe nationale. Kennedy est en concurrence avec Trevor Brooking pour le poste de milieu gauche.

### Retraite sportive
Kennedy prend sa retraite après un bref passage à Sunderland en tant qu'entraîneur. Il passe la majorité de sa vie depuis sa retraite à faire connaître et récolter des fonds pour la recherche et le traitement de la maladie de Parkinson. En 1991, Arsenal et Liverpool jouent un match caritatif à Highbury pour réunir des fonds pour la cause, 18 000 spectateurs répondent présents.
En 1993, Ray Kennedy publie son autobiographie Ray of Hope, coécrite par le Dr Andrew Lees qui à ce moment-là traitait Ray pour la maladie de Parkinson.
À près de 60 ans, Kennedy vit à domicile, perdant de sa mobilité et dépendant des médicaments pour contrôler l'inconfort de sa condition. Il a dû vendre ses médailles, casquettes, maillots et autres souvenirs après une perte financière. Le « Ray of Hope Appeal », organisé par trois supporteurs de Liverpool pour aider Kennedy, est présenté dans le Daily Mirror du 26 janvier 2008.
Kennedy est toujours un favori parmi les supporteurs de Liverpool et apparaît en 28e position du sondage de 2006 des « cent joueurs qui ébranlèrent le Kop » (« 100 Players Who Shook The Kop »).

### Mort
Il décède le 30 novembre 2021 à l'age de 70 ans des suites de la maladie de Parkinson, contre laquelle il se battait depuis 35 ans.

## Palmarès

### En club
- Vainqueur de la Supercoupe d'Europe en 1977 avec Liverpool
- Vainqueur de la Coupe d'Europe des Clubs Champions en 1977, en 1978 et en 1981 avec Liverpool
- Vainqueur de la Coupe des Villes de Foire en 1970 avec Arsenal
- Vainqueur de la Coupe de l'UEFA en 1976 avec Liverpool
- Champion d'Angleterre en 1971 avec Arsenal, en 1976, en 1977, en 1979, en 1980 et en 1982 avec Liverpool
- Vainqueur de la Coupe d'Angleterre en 1971 avec Arsenal
- Vainqueur de la League Cup en 1981 avec Liverpool
- Vainqueur du Charity Shield en 1976, en 1977 (partagé), en 1979 et en 1980 avec Liverpool
- Finaliste de la Coupe Intercontinentale en 1981 avec Liverpool
- Finaliste de la Supercoupe d'Europe en 1978 avec Liverpool
- Finaliste de la Coupe d'Angleterre en 1972 avec Arsenal et en 1977 avec Liverpool
- Finale de la League Cup en 1978 avec Liverpool

### EnÉquipe d'Angleterre
- 17 sélections et 3 buts avec entre 1976 et 1980
- Participation au Championnat d'Europe des Nations en 1980 (Premier Tour)